# 托马斯·乔德雷尔·菲利普斯·乔德雷尔
托马斯·乔德雷尔·菲利普斯·乔德雷尔（英語：Thomas Jodrell Phillips Jodrell，1807年10月4日—1889年9月3日）是一位十九世纪英国的大律師、地主和慈善家。1876年给伦敦大学学院捐赠了7500英镑设立了乔德雷尔动物学和比较解剖学教授和乔德雷尔生理学教授两个讲席教授职位。